# Неутрална зона Јуник
Неутрална зона Јуник (1921–1923) била је неутрална демилитаризована погранична област између Краљевине Срба, Хрвата и Словенаца и Кнежевине Албаније.

## Историја

### Оснивање
Неутрална зона је успостављена у новембру 1921. године од стране Лиге народа након граничних спорова између две земље и честих војних упада са југословенске стране на албанску страну од 1918. године, као и континуираних окршаја између албанских герилаца и југословенске војске. Зона је обухватала неколико села око Јуника и ђаковачке висоравни дуж границе Косова са Албанијом (тада део "Префектуре Косово"). Зона се састојала од села Јуник, Молић, Батуша, Бровина, Поношевац, Бабај Бокс, Поповац, Шишман и Кошаре. Осим Јуника, остала погранична села данас припадају Ђаковичком округу.

### Дешавања
Неутрална зона Јуника била је у суштини аутономна, под контролом локалних вођа и само Кануна. Упркос својој првобитној намени, ово подручје је служило као тампон зона за качаке и послужило је као полазна тачка за серију албанских устанака који су се одвијали од 1921. до 1924. године на Косову. У околини Јуника распоређени су бројне албанске чете које су одатле започињали нападе на српске снаге. Азем Галица се ту населио са својим људима, а касније му се придружио и Хасан Приштина. Поред напада на српску војску, Комитет народне одбране Косова организовао је револт против владавине Тиране под Зогуовом контролом, где је Зогу био заклети непријатељ Комитета Косова и косовских иредентиста. Лидери комитета за одбрану Косова, укључујући Хасана Приштину, Бајрам Цурија и Азема Галицу, организовали су нападе на албанску војску и власти у близини. Два најзначајнија била су албанска побуна 1922. и други покушај у јануару 1923. Током последњег покушаја, Бећир Вокши, бивши члан Комитета који је поднео оставку и приступио је војсци Кнежевине Албаније, покушао је да убеди становништво Јуника да не подржавају недавне герилске нападе у области Круме и Тропоје. Бећир Вокши био је један од оних који су пружали отпор Качачком покрету у неутралној зони Јуника. На дан 21. јануара, Хасан Приштина га је позвао на састанак и молио га да престане да подржава Зогуа и да престане да ради против Покрета. Међутим, Бећир је то одбио и следећег дана је отишао на састанак са Зоговим званичницима у Круме.

### Укидање
На почетку 1923. године, устаници су започели напад на Тропоју, а затим је уследила још једна опсежнија офанзива у области Хас. Опколили су Круму, центар Косовске префектуре, где су напали станицу албанске жандармерије у Никај-Мертуру и стигли до реке Дрим. Најинтензивније борбе водили су се код Круме, где су герилци банди Азема Галице и Садика Раме напали са обе стране. После потискивања устаника у неутралну зону Јуника, крајем јануара 1923. године, јединице албанске војске су ушле у Јуник. Качаци су напустили ово подручје и прешли на територију Косова. Касније је то подручје предато Југословенима и уведена је заједничка гранична патрола. Југословенске снаге су уништиле домове који су коришћени као упоришта за качаке, при чему је страдало око 60 особа. У фебруару исте године, неутрална зона Јуника је укинута.